# Steffi Kühnert
Steffi Kühnert (* 19. Februar 1963 in Ost-Berlin) ist eine deutsche Schauspielerin, Hörspielsprecherin und Theaterregisseurin. Sie wirkte neben zahlreichen Theaterinszenierungen in über 95 Film- und Fernsehproduktionen.

## Leben

### Privates und Ausbildung
Steffi Kühnert wuchs in Berlin-Wilhelmshagen auf. Ihr Vater war Konzertmeister im Großen Rundfunkorchester Berlin. Sie ist gelernte Herrenmaßschneiderin. Sie studierte von 1981 bis 1985 an der Hochschule für Schauspielkunst „Ernst Busch“ Berlin.
Kühnert lebt mit ihrem Mann und dem gemeinsamen Sohn in Berlin-Prenzlauer Berg.

### Theater
Ihr erstes Engagement erhielt Kühnert 1985 am Thüringer Landestheater Eisenach, wo sie bis 1988 blieb. Man sah sie hier unter anderem als Eve in Der zerbrochne Krug, Wendla in Frühlings Erwachen und Eliza in My Fair Lady.
1988 wechselte sie an das Nationaltheater Weimar, zu dessen Ensemble sie bis 1992 gehörte. Hier verkörperte sie zum Beispiel Dorine in Tartuffe, Rosetta in Leonce und Lena und 1990 unter der Regie von Leander Haußmann die Titelfigur von Nora oder ein Puppenheim, wofür sie den erstmals verliehenen Alfred-Kerr-Darstellerpreis erhielt. In den darauffolgenden Jahren arbeitete sie weiter mit Haußmann sowohl beim Theater als auch in Film und Fernsehen zusammen.
Bei den Salzburger Festspielen 1993 agierte Kühnert in der Titelrolle der Antigone. Von 1992 an spielte sie am Schillertheater in Berlin, bis das Theater 1993 geschlossen wurde. Zu ihren Rollen dort gehörten Marie in Clavigo und Elisabeth in Don Carlos. 1994 trat sie am Burgtheater in Drei Schwestern auf. Am Residenztheater München und 1995 auch am Schauspielhaus Bochum konnte man sie als Gwendolyn Fairfax in Bunbury erleben. Ihre weiteren Bühnenstationen waren das Schauspielhaus Zürich, das Deutsche Theater Berlin und die Schaubühne am Lehniner Platz.
Seit November 2009 ist sie Professorin für Schauspiel an der Hochschule für Schauspielkunst „Ernst Busch“, an der sie zuvor bereits als Gastdozentin tätig war. Zudem ist Kühnert seit 2017 als Theaterregisseurin unter anderem am Mecklenburgischen Staatstheater Schwerin und Hans Otto Theater Potsdam tätig.

### Film und Fernsehen
Seit 1978 wirkt Kühnert in zahlreichen Film- und Fernsehproduktionen. Ihr Filmdebüt gab sie in einer kleineren Nebenrolle in Herrmann Zschoches DEFA-Produktion Sieben Sommersprossen. Danach hatte sie weitere Rollen in Film und Fernsehen, wie in Der Staatsanwalt hat das Wort. Nach der Wende war sie zunächst an keinen Produktionen beteiligt, bis sie 1996 von Detlev Buck in dessen Filmkomödie Männerpension als Gefängnis-Besucherin besetzt wurde. Unter der Regie von Leander Haußmann, mit welchem sie bereits am Nationaltheater Weimar arbeitete, spielte sie in Nebenrollen in allen Filmen seiner „DDR-Trilogie“ mit: in Sonnenallee (1999), NVA (2005) und Stasikomödie (2022).
2012 erhielt Kühnert für ihre Leistung als aufopferungsvolle Ehefrau und Mutter in Andreas Dresens Familiendrama Halt auf freier Strecke eine Nominierung für den Deutschen Filmpreis. 2013 verkörperte sie in der Hauptrolle von Die Frau, die sich traut eine ehemalige DDR-Schwimmerin, die an Krebs erkrankt und dann ihr Leben umkrempelt.
2017 übernahm sie die Rolle der Cornelia Harms, Vorgesetzte der Freiburger Ermittler Tobler und Berg, in der Fernsehreihe Tatort. Wegen Aufgabenüberlastung ist sie 2021 dort wieder ausgestiegen, weil sie die Dreharbeiten im 800 km entfernten Schwarzwald nicht mehr einplanen mochte.
2020 erhielt Kühnert für ihre Hauptrolle der Paläontologin Susanne Brendel in Ingo Raspers Meine Nachbarn mit dem dicken Hund den Hessischen Fernsehpreis in der Kategorie als Beste Schauspielerin.
Steffi Kühnert ist Mitglied der Deutschen Filmakademie.

## Filmografie

### Kino
- 1978: Sieben Sommersprossen
- 1982: Romanze mit Amélie
- 1996: Männerpension
- 1999: Sonnenallee
- 2002: Halbe Treppe
- 2003: Herr Lehmann
- 2005: Der große Schlaf
- 2005: Die Bluthochzeit
- 2005: NVA
- 2005: Im Schwitzkasten
- 2006: Elbe
- 2007: Zeit der Fische
- 2007: Warum Männer nicht zuhören und Frauen schlecht einparken
- 2008: Novemberkind
- 2008: Wolke 9
- 2008: Robert Zimmermann wundert sich über die Liebe
- 2009: Das weiße Band – Eine deutsche Kindergeschichte
- 2009: Die Entbehrlichen
- 2009: Dinosaurier – Gegen uns seht ihr alt aus!
- 2011: Halt auf freier Strecke
- 2011: Hotel Lux
- 2012: Bis zum Horizont, dann links!
- 2013: Hai-Alarm am Müggelsee
- 2013: Die Frau, die sich traut
- 2016: Ente gut! Mädchen allein zu Haus
- 2016: Hey Bunny
- 2017: Timm Thaler oder das verkaufte Lachen
- 2017: Die Unsichtbaren – Wir wollen leben
- 2022: Stasikomödie
- 2025: Mit der Faust in die Welt schlagen

### Fernsehen

#### Fernsehfilme
- 1979: Patricia
- 1981: Doppelt gebacken
- 1984: Iphigenie in Aulis (Theateraufzeichnung)
- 1991: Die Verschwörung des Fiesco zu Genua
- 2004: Das Schwalbennest
- 2006: Nicht alle waren Mörder
- 2007: Guten Morgen, Herr Grothe
- 2007: Moppel-Ich
- 2007: Louis Elefantenherz
- 2007: Zu schön für mich
- 2007: Liebe nach Rezept
- 2007: Krauses Fest
- 2010: Solange du schliefst
- 2011: Krauses Braut
- 2012: Schmidt & Schwarz
- 2012: Der Turm (Zweiteiler)
- 2012: 2 für alle Fälle – Manche mögen Mord
- 2012: Bankraub für Anfänger
- 2012: Geliebtes Kind
- 2012: Eine Hand wäscht die andere
- 2014: Die Schneekönigin
- 2015: Anderst schön
- 2015: Herr Lenz reist in den Frühling
- 2015: Eine wie diese
- 2016: Zwei verlorene Schafe
- 2016: Das singende, klingende Bäumchen
- 2017: Der gleiche Himmel (Dreiteiler)
- 2019: Meine Nachbarn mit dem dicken Hund
- 2021: 3½ Stunden
- 2022: Honecker und der Pastor
- 2022: McLenBurger – 100% Heimat
- 2024: Der Fall Marianne Voss
- 2024: Familie is nich
- 2024: Sterben für Beginner

#### Fernsehserien und -reihen
- 1986: Polizeiruf 110: Das habe ich nicht gewollt
- 2006: Polizeiruf 110: Kleine Frau
- 2008: Kommissar Stolberg (Folge Freund und Helfer)
- 2009: Tatort: Mauerblümchen
- 2010: Spreewaldkrimi: Der Tote im Spreewald
- 2013: Polizeiruf 110: Kinderparadies
- 2014: Tatort: Zirkuskind
- 2014: Herzensbrecher – Vater von vier Söhnen (Folge Schlechte Nachrichten)
- 2015: Marie Brand und das Erbe der Olga Lenau
- 2015: Weissensee (2 Folgen)
- 2016: Solo für Weiss – Das verschwundene Mädchen
- 2016: Solo für Weiss – Die Wahrheit hat viele Gesichter
- 2016: Wilsberg: In Treu und Glauben
- 2017: Zorn – Kalter Rauch
- 2017–2019: Tatort → siehe Tobler und Berg
  - 2017: Goldbach
  - 2018: Sonnenwende
  - 2018: Damian
  - 2019: Für immer und dich
- 2019: In aller Freundschaft (Folge Die wilde Heidi)
- 2019: In Wahrheit: Still ruht der See
- 2020, 2021, 2024: SOKO Köln (Folgen Schmidts Reloaded, Enno war's, Ein Scheich für Dünnwald)
- 2022–2024: Kleo (Netflix-Serie)
- 2025: Einspruch, Schatz! – Überraschungsgäste

## Theater (Auswahl)
- 2017: Die Ratten von Gerhart Hauptmann, Mecklenburgisches Staatstheater Schwerin[11]
- 2018: Sein oder Nichtsein von Nick Whitby, Mecklenburgisches Staatstheater Schwerin[12]
- 2019: Die Katze auf dem heißen Blechdach von Tennessee Williams, Hans Otto Theater[13]
- 2022: Kabale und Liebe von Friedrich Schiller, Mecklenburgisches Staatstheater Schwerin

## Hörspiele (Auswahl)
- 2010: Laila Stieler: Ick bin nu mal Friseuse (Kathi König) – Bearbeitung und Regie: Judith Lorentz (Hörspiel – RBB)
- 2010: Judith Lorentz: Rico, Oskar und die Tieferschatten – Regie: Judith Lorentz (Kinderhörspiel – WDR)
- 2014: Maraike Wittbrodt: Wolfsmutter – Regie: Wolfgang Rindfleisch (Kinderhörspiel – DKultur)
- 2015: Wolfgang Zander: Seltene Erden – Regie: Nikolai von Koslowski (Radio-Tatort #90 – RBB)
- 2019: Eva Lia Reinegger: Immer dienstags – Regie: Annette Kurth (Hörspielserie – WDR)
- 2020: Robert Harris: Der zweite Schlaf (12 Teile) (Mrs. Agnes Budd) – Regie: Leonhard Koppelmann (Hörspielbearbeitung – HR/Der Hörverlag)

## Auszeichnungen
- 1991: Alfred-Kerr-Preis für ihre Darstellung der Nora in Nora oder ein Puppenheim
- 1991: Nachwuchsschauspielerin des Jahres der Zeitschrift theater heute
- 1993: Bundesverdienstkreuz am Bande (30. September 1993)
- 2002: Silberner Hugo beim Filmfestival Chicago für ihre Rolle in Halbe Treppe im Ensemble
- 2006: Erich Kästner-Fernsehpreis der Babelsberger Medienpreise für Unsere zehn Gebote (2006)
- 2012: Bayerischer Filmpreis für Halt auf freier Strecke
- 2020: Hessischer Fernsehpreis in der Kategorie Beste Schauspielerin für Meine Nachbarn mit dem dicken Hund